# Гужон (крепёж)
Гужон (фр. goujon) — разновидность винта с полупотайной или полукруглой головкой и с квадратом над головкой. После вворачивания гужона квадрат срубается, то есть соединение гужонами в отличие от других типов резьбового соединения не предполагает возможности разборки.
Гужон используется вместо заклёпки, когда последнюю нельзя поставить, например для крепления обшивки судна к ахтерштевню. Нередко гужонами стягивают трещины в литых деталях.
Иногда гужоном называют футорку, необходимую для ремонта ДВС в случае, если испорчена резьба под свечу. Для этого на месте испорченной резьбы (обычно М14х1,25) в головке нарезают резьбу большего размера (например, М18х1,5). Затем вкручивают гужон, у которого есть внутренняя (М14) и внешняя (М18) резьбы и кернят/развальцовывают его изнутри, чтобы последний случайно не открутился. Гужон имеет круглую головку, поэтому вкручивают его специальным приспособлением (длинный болт вместо свечи и контргайка).
Технические требования к гужонам устанавливаются ГОСТ 21249-96.